# Robert Marshak
Robert Eugene Marshak (New York, 11 ottobre 1916 – Cancun, 23 dicembre 1992) è stato un fisico statunitense, di origini russe.
È stato l'ottavo presidente del City College di New York e uno dei fondatori della teoria elettrodebole

## Biografia
Marshak è nato nel Bronx, New York City. I suoi genitori, Harry e Rose Marshak, erano immigrati da Minsk, in Russia. Dopo un semestre al City College di New York, una borsa di studio Pulitzer gli ha permesso di continuare la sua formazione alla Columbia University.
Nel 1939, Marshak ha conseguito il dottorato di ricerca all'Università Cornell. Insieme al suo relatore di tesi, Hans Bethe, ha scoperto molti degli aspetti di fusione nucleare che sono coinvolti nella formazione stellare. Partecipa quindi, durante la seconda guerra mondiale, al Progetto Manhattan, assieme ad un team di scienziati a Los Alamos. Durante questo periodo, ha sviluppato una spiegazione di come funzionano le onde d'urto a temperature estremamente elevate, come quelle raggiunte da un'esplosione nucleare; queste onde sono note come "onde di Marshak".
Dopo la guerra, Marshak si è trasferito al dipartimento di fisica dell'Università di Rochester, diventando capo del dipartimento nel 1950. Qualche anno prima, nel 1947, alla Conferenza di Shelter Island, Marshak aveva presentato la sua ipotesi a due mesoni sul pione, che fu confermata sperimentalmente poco tempo dopo. Tre anni dopo, Marshak ha istituito la Rochester Conference – in seguito nota come  Conferenza internazionale sulla fisica delle alte energie – mentre era presidente del dipartimento di fisica dell'Università di Rochester.
Nel 1957, Marshak e George Sudarshan proposero una lagrangiana V-A per interazioni deboli, che alla fine aprì la strada alla teoria elettrodebole. Questa teoria è stata successivamente raffinata da Richard Feynman e Murray Gell-Mann, che in seguito hanno ciascuno ottenuto un Premio Nobel per la Fisica. Feynman, come Gell-Mann, ha riconosciuto in seguito il contributo fondatore di Marshak e Sudarshan per la teoria V-A.
Nel 1970, Marshak lascia Rochester per diventare presidente del City College di New York. È diventato Distinguished Professor a Virginia Tech, ritirandosi nel 1991. Marshak ha condiviso il J. Robert Oppenheimer Memorial Prize del 1982 con Maurice Goldhaber. L'anno successivo è stato eletto presidente dell'American Physical Society.
Marshak è morto per annegamento accidentale a Cancún, in Messico, nel 1992. Oltre a Sudarshan, fra i suoi studenti di dottorato si contano Susumu Okubo, Rabindra Mohapatra, Eduardo Caianiello e Tullio Regge.